# Jagdstaffel 20

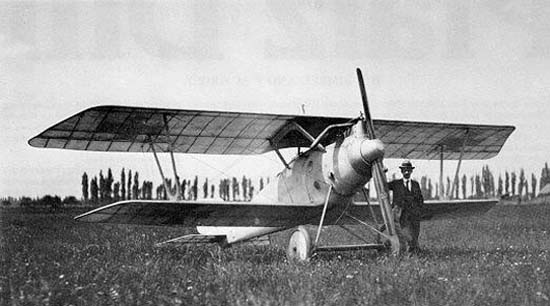
Pfalz D.III jeden z samolotów na jakich latali piloci Jasta 20.

Jagdstaffel 20 – Königlich Preußische Jagdstaffel Nr. 20 – Jasta 20 – jednostka lotnictwa niemieckiego Luftstreitkräfte z okresu I wojny światowej.
Jednostka została utworzona w Armee-Flug-Park 2 w Hangelar w październiku 1916 roku. Organizację nowej eskadry, która powstała na bazie FFA 10, powierzono kapitanowi Fritzowi Heising.
Eskadra walczyła na samolotach Albatros D.V, Pfalz D.IIIa, Fokker Dr.I na froncie zachodnim.
Jasta 20 w całym okresie wojny odniosła 64 zwycięstwa. W okresie od października 1916 do listopada 1918 roku jej straty wynosiły 21 zabitych w walce, 4 w wypadkach, 14 rannych w wypadkach.
Łącznie przez jej personel przeszło 12 asów myśliwskich: Karl Plauth (10), Joachim von Busse (7), Raven Freiherr von Barnekow (5), Johannes Gildemeister (5), Friedrich Mallinckrodt (4), Rudolf Wendelmuth (3), Alfred Niederhoff (2), Otto Creutzmann (1), Wilhelm Schwartz (1), Hermann Stutz (1), Hans Viebig (1), Georg Weiner (1)

## Dowódcy Eskadry
| Stopień   | Nazwisko           | Okres                   |
| --------- | ------------------ | ----------------------- |
| Kapitan   | Fritz Heisimg      | 17.11.1916 – 19.10.1917 |
| Porucznik | Rudolf Wendelmuth  | 19.10.1917 – 30.11.1917 |
| Porucznik | Joachim von Busse  | 30.11.1917 –            |
|           | Waldemar von Dazur |                         |
| Porucznik | Joachim von Busse  | xx.xx.xxxx – 11.11.1918 |